# Hemilepidotus

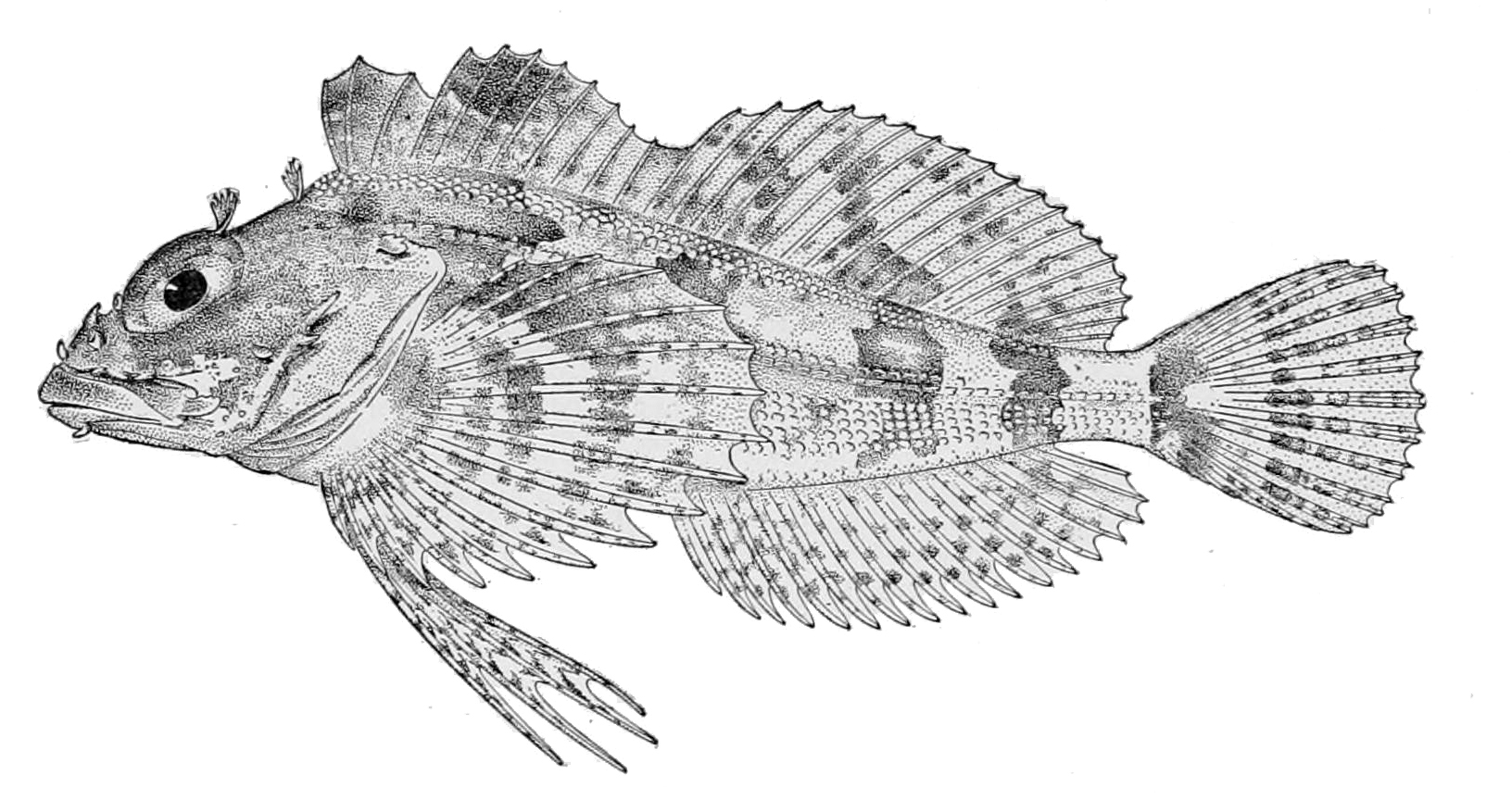
Hemilepidotus zapus

Hemilepidotus és un gènere de peixos pertanyent a la família dels còtids.

## Taxonomia
- Hemilepidotus gilberti (Jordan & Starks, 1904)[2]
- Hemilepidotus hemilepidotus (Tilesius, 1811)[3]
- Hemilepidotus jordani (Bean, 1881)[4]
- Hemilepidotus papilio (Bean, 1880)
- Hemilepidotus spinosus (Ayres, 1854)[5]
- Hemilepidotus zapus (Gilbert & Burke, 1912)[6][7][8][9][10][11]